# Académie de Shanghai pour la technologie des vols spatiaux
L'Académie de Shanghai pour la technologie des vols spatiaux (en chinois 上海航天技术研究院; 上海空间技术研究院)  ou SAST (acronyme de l'anglais Shanghai Academy of Spaceflight Technology) est un constructeur de lanceurs, de composants d'engins spatiaux et de missiles chinois. SAST est une des principales filiales de la Société de sciences et technologies aérospatiales de Chine (CASC). SAST comprend plusieurs dizaines de centres de recherche et d'unités de fabrication qui emploient 17 000 personnes dans la région de Shanghai. 

## Activité

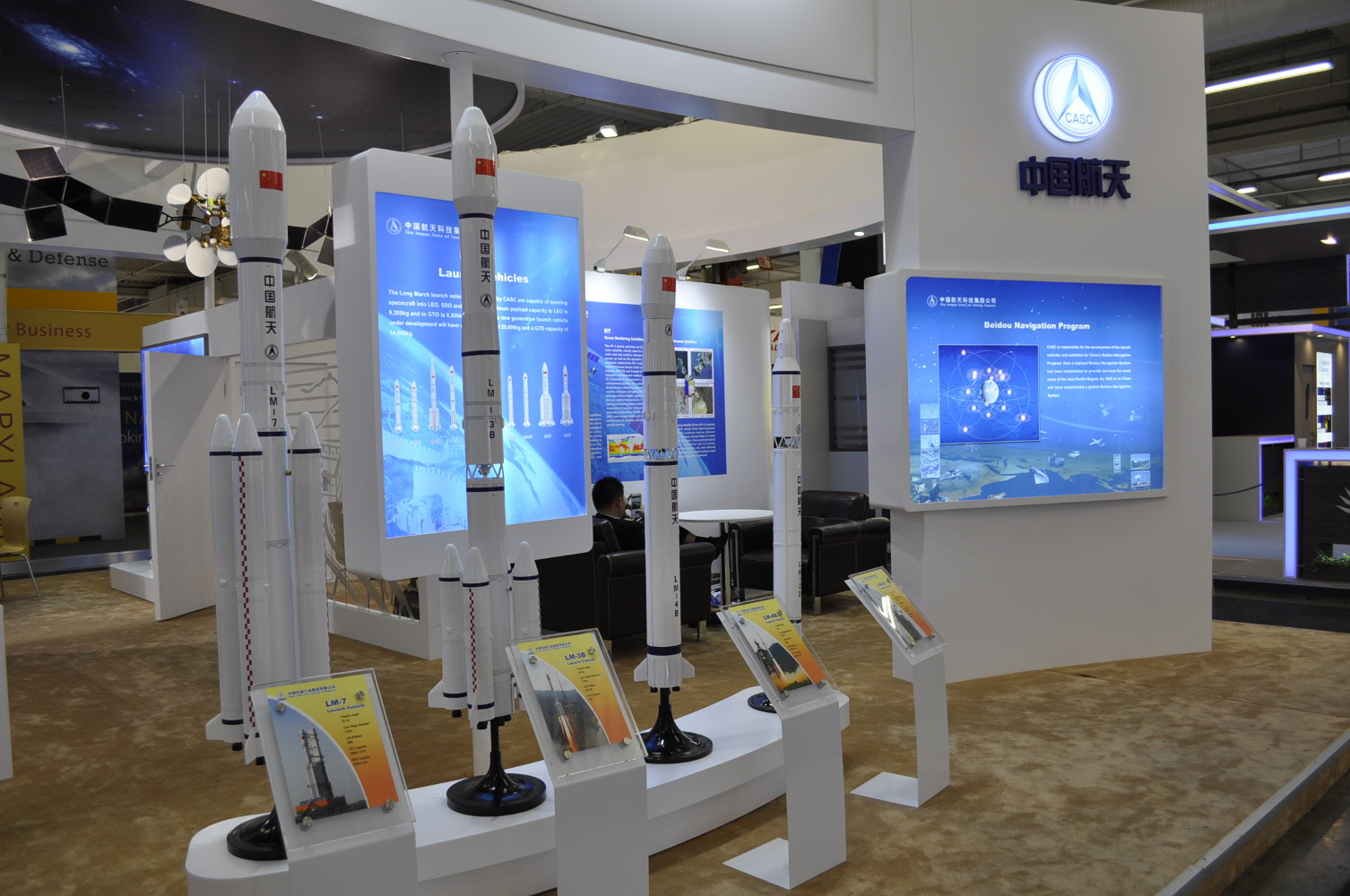
Maquettes des lanceurs spatiaux Long March de l'Académie de Shanghai pour la technologie des vols spatiaux au salon du Bourget 2015.

La SAST est le deuxième constructeur de lanceurs chinois. Il construit la fusée Longue Marche 2D, les premiers et deuxième étage du lanceur Longue Marche 3, certains éléments de propulsion du lanceur Longue Marche 4. Il développe également de nouveaux lanceurs : le lanceur léger Longue Marche 6 qui peut placer 1 tonne sur une orbite héliosynchrone et Longue Marche 7 capable de lancer 13,5 tonnes sur orbite basse. Elle conçoit et fabrique également des composants d'engins spatiaux. Il construit notamment le module de service du vaisseau spatial Shenzhou et les satellites de reconnaissance FSW-3 et SJ-8.
La SAST est également un important constructeur de missiles air-air, mer-air, de défense anti-aérienne et de missiles portables. Ces missiles, qui disposent d'un système de guidage infrarouge ou d'un radar semi-actif, sont largement exportés. Parmi les productions de la SAST figurent aussi le missile mer-air  HQ-61 ainsi que les HQ-64 (LY-60) FN-6 (HY-6), HQ-2, HN-5.

## Historique
La SAST fut créée en aout 1961 . Il développe à l'époque le lanceur moyen Tempête 1 qui connait plusieurs échecs au lancement et est finalement abandonné en 1981. L'activité sur les lanceurs est alors concentrée sur le lanceur Longue Marche 2.

## Structure
- Shanghai Institute of Electro-Mechanical Engineering centre de recherche et de conception
- Shanghai Institute of Satellite Engineering (SISE) centre de recherche et de conception pour satellites.
- Shanghai Institute of Precision Machinery centre de recherche et de conception pour lanceurs
- Shanghai Institute of Radio Equipment centre de recherche et de conception pour véhicules cibles
- Shanghai Xinyue Instrument Factory produit des systèmes de guidage
- Shanghai Institute of Electronic and Communications Equipment produit des installations terrestres pour satellites
- Shanghai Institute of Space Systems Engineering centre de recherche et de conception pour lanceurs et satellites
- 806e Institut de recherche centre de recherche et de conception pour de systèmes de production d'énergie des satellites
- 807e Institut de recherche consacré au traitement des données
- 808e Institut de recherche consacré aux systèmes de test.
- 809e Institut de recherche centre de recherche et de conception des systèmes de contrôle
- Shanghai Xinli Power Equipment Institute centre de recherche et de conception des systèmes de propulsion
- Shanghai Institute of Space Power Sources centre de recherche et de conception pour de systèmes de production d'énergie des véhicules
- Shanghai Institute of Control Engineering centre de recherche et de conception des systèmes de contrôle des satellites. Il est associé au Shanghai Aerospace Automobile Electromechanical Company.
- 813e Institut de recherche  centre de recherche et de conception des antennes de télécommunications pour missiles, lanceurs et satellites
- Xinguang Communications Factory centre de recherche et de conception des systèmes de télécommunications
- Shanghai Xinxin Machinery Factory construit des systèmes de propulsion.
- 149th Factory construit des missiles et des lanceurs
- Shanghai Xinli Machinery Factory fabrique des systèmes de propulsion de lanceurs.
- Shanghai Xinyu Factory fabrique des systèmes de production dénergie.
- Shanghai Xinzhonghua Factory